# O’Flaherty
Az O'Flaherty George Bernard Shaw 1915-ben írt egyfelvonásos darabja. Előszót jóformán nem mellékelt a darabhoz. A cselekmény lényege: a Viktória-keresztes kiskatona 1915-ben hazatér a frontról, és semmit nem talál olyannak, amilyennek a háború előtt elképzelte. Az anyját veszekedő vén banyának, a szeretőjét pénzéhesnek, Sir Pearce-t, a nyugdíjas tábornokot kissé szenilisnek látja. Az O'Flahertyt Shaw a saját nevén adatta ki 1915-ben, még abban az évben be is mutatták Londonban.[forrás?]